# Emmanuel Pisani
Emmanuel Pisani, frère Emmanuel en religion né le 10 novembre 1972 à Massy (Essonne), est un dominicain français, islamologue. 
Il a été de 2014 à 2020, directeur de l'Institut de Science et Théologie des religions (ISTR) à l'Institut catholique de Paris avant de rejoindre Le Caire après sa nomination comme Directeur de l'Institut dominicain d'études orientales en juin 2020. 

## Biographie
Emmanuel Pisani est docteur en philosophie - études arabes - (université de Lyon III), docteur de théologie (UCLy), titulaire d'une licence canonique de théologie, d'un certificat d’islamologie (P.I.S.A.I.), d'un DEA de sciences politiques à Institut d'études politiques de Bordeaux.
À l'issue de ses études, il est attaché linguistique à l'Ambassade de France à Vienne de 1996 à 1998.
Il entre en 2000 dans l'Ordre des Prêcheurs (les Dominicains) et se spécialise pour l'obtention d'une licence canonique en islamologie. 
Docteur en philosophie et théologie, il reçoit en 2016 le prix Mohammed Arkoun, pour sa thèse soutenue le 9 juillet 2014 sous la direction de Geneviève Gobillot et Michel Younès, Hétérodoxes et non musulmans dans la pensée d'Abu Hamid al-Ghazali (UCLy et Lyon III) et qui a été publié dans la prestigieuse collection "Etudes musulmanes",,. « Avec sa thèse sur al-Ghazali, célèbre penseur mystique et théologien médiéval qui a durement critiqué en son temps « l’extrémisme exclusiviste » musulman, Emmanuel Pisani « donne à voir une approche de l’altérité qu’il qualifie de ’conciliatrice’ et qui constitue ’un essai de réponse au défi des divisions parfois fratricides en islam’ », estime le ministère de l’intérieur.
Le 1er septembre 2014, il est nommé directeur de l'Institut de Science et Théologie des religions (ISTR) à l'Institut catholique de Paris. C'est à ce titre qu'il est invité par Ghaleb Bencheikh dans l'émission Les Chemins de la foi de France 2.
Il a été membre du Conseil pour le dialogue interreligieux de la Conférence des évêques de France et membre du Conseil d'orientation de la Fondation de l'islam de France de 2017 à 2020.
Membre de l'Institut dominicain d'études orientales au Caire (Idéo), il en devient le directeur le 24 juin 2020. Le 20 décembre 2023, sous l'égide de la Délégation de l'Union européenne au Caire, il inaugure la Chaire Anawati afin de renforcer les activités de recherches de l'Idéo et prévenir l'extrémisme religieux par le dialogue interreligieux. 
Il a dirigé de 2014 à 2020 la revue du Midéo en succédant au frère Emilio Platti,.

## Publications

### Ouvrages
- (dir.) 100 questions sur Dieu, Perpignan, Artège, 2012  (ISBN 2360401025).
- (dir.) 100 questions sur l'Église, Perpignan, Artège, 2013  (ISBN 2360402412).
- Le dialogue islamo-chrétien à l'épreuve, Paris, L'Harmattan, 2014  (ISBN 2343036934).Commentaire d'Emilio Platti [lire en ligne]
- (dir.), avec la collaboration de Pierre Diara, Marie-Hélène Robert, Xavier Manzano, Maximum illud. Aux sources d'une nouvelle ère missionnaire, Paris, Cerf, 2020  (ISBN 978-2-204-13995-3).
- (dir.), avec Abdelkader Oukrid, Marie dans la Bible et le Coran, Marseille, Chemins de dialogue, 2020  (ISBN 979-1093441290).
- (dir.), Religions et dialogues, 50 ans d'histoire de l'ISTR de Paris, Paris, Cerf, 2020,  (ISBN 978-2204142434)
- (dir.), Les doctrines religieuses sont-elles condamnées à s'opposer ?, Paris, Cerf, 2021.
- Hétérodoxes et non musulmans dans la pensée d'Abu Hamid al-Ghazali, Paris, Vrin, 2022.
- (dir.) avec Zohra Aziadé Zemirli, Renouveau et dynamiques de l'islamologie en Europe, Paris, Cerf, 2023.
- (dir.) avec Brigitte Cholvy et François Martinet, Le monastère de Toumliline. La rencontre de l'autre en terre marocaine, Paris, Karthala, 2023.
- (dir.), Théologies musulmanes des religions, Paris, Cerf, 2024.

### Articles
- « Écologie en islam et dialogue interreligieux », Transversalités, n° 139,octobre-décembre 2016, p. 53-64.
- « Abū Hāmid al-Gazālī (m. 1111). Un précurseur musulman de la sociologie des religions », Archives de sciences sociales des religions, n° 169, janvier-mars 2015, p. 287-304.
- « Herméneutique biblique et christologie de l'Excellente Réfutation de la divinité du Christ du Pseudo al-Gazālī », Revue Théologique de Louvain, n° 45/3, juillet-septembre 2014, p. 389-408.
- « Hors de l'islam point de salut ? Juifs, chrétiens et hétérodoxes dans l’eschatologie d’al-Ġazālī », MIDEO 30, 2014, p. 139-184.
- « La pensée humaniste d’al-Ġazālī (m. 505/1111) », Studia Islamica 109, 2014, p.1-30.